# Гросс, Кристиан
Кристиан Гросс  (нем. Christian Gross; род. 14 августа 1954, Цюрих) — швейцарский футболист и футбольный тренер.

## Карьера игрока

### Клубная карьера
Кристиан Гросс начинал свою карьеру футболиста в цюрихском клубе «Грассхоппер» в 1973 году. Впоследствии он также выступал за швейцарские «Лозанну», «Ксамакс», «Санкт-Галлен», «Лугано», а также немецкий «Бохум». В 1988 году он завершил карьеру игрока.

### Карьера в сборной
8 марта 1978 года Кристиан Гросс дебютировал в составе сборной Швейцарии в гостевом товарищеском матче против команды ГДР, выйдя в основном составе. Этот эпизод так и остался для Гросса единственным его выступлением за национальную команду.

## Тренерская карьера
Первым клубом в тренерской карьере Гросса стал «Виль», который за время его работы с 1988 по 1993 год поднялся с четвёртого уровня в системе футбольных лиг Швейцарии на второй. В 1993 он возглавил «Грассхоппер», при нём выигравший два чемпионских титула и Кубок Швейцарии. В 1997 году Гросс был назначен главным тренером английского клуба «Тоттенхэм Хотспур».
В июле 1999 года Кристиан Гросс стал главным тренером швейцарского «Базеля» и оставался на этом посту в течение следующих десяти лет. При нём команда превратилась в доминирующую силу у себя стране, впервые за 22 года выиграв чемпионский титул в 2002 году и ещё трижды повторив это достижение при Гроссе. 17 мая 2009 года Гросс был атакован фанатами «Цюриха» после проигрыша последнего «Базелю». Спустя 12 дней он покинул должность главного тренера.
6 декабря 2009 года Кристиан Гросс возглавил немецкий «Штутгарт», выведя его по итогам сезона 2009/10 в Лигу Европы. Большую часть сезона 2011/12 Гросс работал главным тренером швейцарской команды «Янг Бойз» и был уволен в конце апреля 2012 года из-за ряда неудовлетворительных результатов.
В июле 2014 года Кристиан Гросс был назначен главным тренером саудовского «Аль-Ахли», приведя его к первому с 1984 года титулу чемпиона Саудовской Аравии по итогам сезона 2015/16.
В июле 2018 года Гросс был назначен новым главным тренером египетского клуба «Замалек», с которым заключил контракт на год.
27 декабря 2020 года Гросс возглавил немецкий «Шальке 04», шедший на последнем месте в Бундеслиге, подписав контракт до конца сезона. Однако проработав всего два месяца, 28 февраля 2021 года Гросс был отправлен в отставку после серии неудачных матчей.

## Тренерская статистика
| Команда           | Начало работы   | Завершение работы | Показатели | Показатели | Показатели | Показатели | Показатели |
| Команда           | Начало работы   | Завершение работы | М          | В          | Н          | П          | % побед    |
| ----------------- | --------------- | ----------------- | ---------- | ---------- | ---------- | ---------- | ---------- |
| Виль              | 1 июля 1988     | 30 июня 1993      | —          | —          | —          | —          | —          |
| Грассхоппер       | 1 июля 1993     | 19 ноября 1997    | 161        | 88         | 41         | 32         | 054,66     |
| Тоттенхэм Хотспур | 20 ноября 1997  | 6 сентября 1998   | 30         | 10         | 8          | 12         | 033,33     |
| Базель            | 1 июля 1999     | 27 мая 2009       | 498        | 289        | 115        | 94         | 058,03     |
| Штутгарт          | 6 декабря 2009  | 13 октября 2010   | 36         | 20         | 7          | 9          | 055,56     |
| Янг Бойз          | 8 мая 2011      | 30 апреля 2012    | 40         | 16         | 15         | 9          | 040,00     |
| Аль-Ахли          | 1 июля 2014     | 1 июля 2016       | 82         | 57         | 19         | 6          | 069,51     |
| Аль-Ахли          | 2 октября 2016  | 30 июня 2017      | 37         | 24         | 6          | 7          | 064,86     |
| Замалек           | 1 июля 2018     | 30 июня 2019      | 48         | 29         | 13         | 6          | 060,42     |
| Аль-Ахли          | 20 октября 2019 | 17 февраля 2020   | 17         | 11         | 2          | 4          | 064,71     |
| Шальке 04         | 27 декабря 2020 | 28 февраля 2021   | 11         | 1          | 2          | 8          | 009,09     |
| Всего             | Всего           | Всего             | 960        | 545        | 228        | 187        | 056,77     |

## Достижения

### В качестве тренера
«Грассхоппер»
- Чемпион Швейцарии (2): 1994/95, 1995/96
- Обладатель Кубка Швейцарии: 1993/94

 «Базель»
- Чемпион Швейцарии (4): 2001/02, 2003/04, 2004/05, 2007/08
- Обладатель Кубка Швейцарии (4): 2001/02, 2002/03, 2006/07, 2007/08

 «Аль-Ахли»
- Чемпион Саудовской Аравии: 2015/16
- Обладатель Кубка наследного принца Саудовской Аравии: 2014/15
- Обладатель Саудовского кубка чемпионов: 2016
- Обладатель Суперкубка Саудовской Аравии: 2016

### Индивидуальные
- Чемпионат Швейцарии: тренер года (2008)
- Чемпионат Саудовской Аравии: тренер года (2015)